# آنا نتربکو
آنا یوریِونا نترِبکو (روسی: Анна Юрьевна Нетребко؛ ‏ زاده ۱۸ سپتامبر ۱۹۷۱) خوانندهٔ اپرای نامدار روسی-اتریشی با صدای سوپرانو است. وی در تالارهای معتبری چون تالار اپرای متروپولیتن نیویورک، سالن اپرا دولتی وین و همچنین جشنواره زالتسبورگ هنرنمایی کرده‌است.
استعداد هنری او را نخستین بار والری گرگیف کشف کرد و کارش را با اجرا در تالار مارینسکی آغاز نمود. وی پس از اجرای نقش «دونا آنا» در اپرای دون ژوان در سال ۲۰۰۲ در جشنواره زالتسبورگ به شهرت بین‌المللی رسید. وی بابت اجراهای سوپرانو کولوراتوری خود شهرت دارد.
نتربکو در سال ۲۰۰۶ برندهٔ جایزه بامبی شد در سال ۲۰۰۸ جایزه هنرمند مردمی روسیه را از ولادیمیر پوتین دریافت کرد. ارتباط احتمالی نتربکو با دولت روسیه و پوتین در جریان حمله ۲۰۲۲ روسیه به اوکراین مورد توجه و بررسی قرار گرفت. حرفهٔ او پس از درخواست سازمان‌دهندگان برنامه‌های موسیقی دربارهٔ موضع و دیدگاه عمومی او در اینباره، دچار وقفه‌ای کوتاه شد. چندین سالن اپرا، مانند اپرای ایالتی باواریا وتالار اپرای متروپولیتن نیویورک، اجراهای هنری وی را پس از متهم کردن او به عدم فاصله‌گیری علنی از پوتین لغو کردند.
آنا نتربکو در سال ۲۰۱۴ سرود المپیک را در بازی‌های المپیک زمستانی سوچی اجرا کرد. وی از سال ۲۰۰۲ هنرمند اختصاصی دویچه گرامافون است و نامش در فهرست تایم ۱۰۰ قرار گرفت. نتربکو در سال ۲۰۰۷ سفیر روستای کودکان اس‌اواس در اتریش نام گرفت.
او در فیلم دفتر خاطرات شاهدخت ۲: نامزدی سلطنتی حضور افتخاری داشت.